# Касая, Юкио
Юкио Касая (яп. 笠谷幸生 Касая Юкио, 17 августа 1943, Йоити — 23 апреля 2024, Саппоро) — японский прыгун с трамплина, первый в истории Японии чемпион зимних Олимпийских игр (1972), призёр чемпионата мира по лыжным видам спорта.

## Карьера
Первым успехом в карьере Касая стала победа на национальном чемпионате в 1964 году. В том же году он участвовал на Играх в Инсбруке, но не смог попасть даже в десятку сильнейших в обоих видах программы. Через четыре года в Гренобле японец дважды занимал места в третьем десятке.
В 1969 году дебютировал на Турне четырёх трамплинов, в том же сезоне стал вице-чемпионом мира на среднем трамплине, уступив только лишь советскому прыгуну Гарию Напалкову.
Перед домашней Олимпиадой Юкио Касая был одним из фаворитов соревнования прыгунов, а также считался главной надеждой хозяев на завоевание медали. В олимпийском сезоне Касая выиграл три первых этапа Турне четырёх трамплинов, но вместо поездки на последний этап в Бишофсхофен он принял решение вернуться в Японию, чтобы сосредоточится на подготовке к Олимпиаде. 6 февраля в соревнованиях на среднем трамплине Юкио захватил лидерство после первого прыжка, а во втором также показал лучший результат, став первым в истории Японии чемпионом зимних Игр. Второе и третье места также заняли японские прыгуны — Акицугу Конно и Сэйдзи Аоти. На большом трамплине Касая показал второй результат в первой попытке после поляка Войцеха Фортуны и реально претендовал на награды (показавшего 4-й результат в первой попытке Гария Напалкова Касая опережал на 13,6 баллов), но во второй попытке, когда ветровые условия сильно изменились, Касая прыгнул очень неудачно, показав результат в конце третьего десятка. Однако запаса после первого прыжка хватило, чтобы Юкио занял седьмое место, став лучшим среди прыгунов не из Европы.
На зимней Олимпиаде 1976 года Касая был удостоен чести быть одним из знаменосцев олимпийского флага на церемонии открытия. На соревнованиях прыгунов японец выступил не слишком удачно, дважды занимая места в конце второго десятка.
В 1998 году на домашней зимней Олимпиаде в Нагано 54-летний Касая вновь был среди числе спортсменов, которые несли олимпийский флаг на церемонии открытия.

### Смерть
Умер в больнице Саппоро 23 апреля 2024 года из-за ишемической болезни сердца в возрасте 80 лет.

## Выступления на Олимпийских играх
| Олимпийские игры | Нормальный трамплин | Большой трамплин |
| ---------------- | ------------------- | ---------------- |
| 1964 Инсбрук     | 23                  | 11               |
| 1968 Гренобль    | 23                  | 20               |
| 1972 Саппоро     | 1                   | 7                |
| 1976 Инсбрук     | 16                  | 17               |